# ISU-122
De ISU-122 was een gemechaniseerd geschut van de Sovjet-Unie, gebaseerd op de IS tank. Dit gemechaniseerde aanvalskanon was de opvolger van de SU-122 en vrijwel identiek aan een gelijktijdig project met verschillende kanonnen: de ISU-152.

## beschrijving

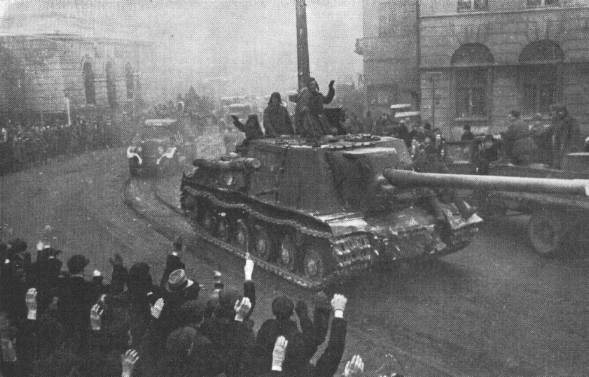
Een ISU-122 in Łódź in 1945

De eerste gemechaniseerde kannonnen hadden een bezetting van 5 man met dezelfde rollen als de ISU-152. Later, wanneer er een semiautomatische "breech block" werd geïnstalleerd op het kanon (dat de naam D-25S kreeg), werd de bemanning teruggebracht tot 4 omdat de aanpassing het vijfde lid overbodig maakte (dit is echter niet het geval bij alle varianten,  omdat er ook waren met 5 bemanningsleden voor een extra hoge vuursnelheid). Deze kreeg de aanduiding ISU-122S en was te herkennen aan de bolvormige kanonmantel en de mondingsrem. Het droeg 30 stukken munitie voor het kanon (de ISU-122S' met vier bemanningsleden droegen extra munitie op de plek waar de vijfde bemanningslid zou zitten). Het machinegeweer (250 kogels) zat op het dak gemonteerd tegen luchtdoelen. Ook had het geschut een PPSh-41 of PPS-43 bij zich (met 1491 kogels) samen met 20 F1 granaten voor bescherming tegen infanterie.
De bepantsering:
- Romp
  - Boeg - 90 mm op een hoek van 60°
  - Zijkant - 90 mm op een hoek van 90°
  - Achterkant (bovenste deel) - 60 mm op een hoek van 41°
  - Achterkant (onderste deel) - 60 mm op een hoek van 49°
  - Dak - 30 mm
  - Onderkant - 20 mm
- Geschutskoepel
  - Kanonmantel - 60+65 mm (gebogen)
  - Bovenkant van de voorkant - 90 mm op een hoek van 60°
  - Zijkant 75 mm op een hoek van 75°
  - Achterkant - 60 mm op een hoek van 90°
  - Dak - 30 mm